# شهرستان نجف‌آباد

خیابان های منظم نجف‌آباد بزرگ

شهرستان نجف‌آباد() یک شهرستان در استان اصفهان است. مرکز این شهرستان یعنی شهر نجف‌آباد در زمان شاه عباس صفوی در ۲۵ کیلومتری غرب شهر اصفهان بنا شده‌است. شهرستان نجف‌آباد دارای دو بخش مرکزی و مهردشت و ۶ شهر نجف‌آباد، گلدشت، جوزدان، علویجه، دهق و کهریزسنگ می‌باشد. 

## موقعیت جغرافیایی
در سال ۱۳۳۷ بخش نجف‌آباد از شهرستان اصفهان منتزع و به یک شهرستان مستقل تبدیل شد.
شهرستان نجف‌آباد از شمال با شهرستان شاهین‌شهر و میمه، از شرق با شهرستان خمینی‌شهر و شهرستان فلاورجان، از غرب با شهرستان تیران و کرون، از شمال غربی با شهرستان فریدن و شهرستان خوانسار و شهرستان گلپایگان، از جنوب با شهرستان لنجان همسایه است.

## تقسیمات کشوری
شهرستان نجف‌آباد دارای ۲ بخش، ۵ دهستان و ۶ شهر به شرح زیر است:

### شهرستان نجف‌آباد
| بخش    | مرکز بخش          | جمعیت بخش ۱۳۹۵ | نام دهستان | مرکز دهستان | جمعیت دهستان ۱۳۹۵ | شهر                           | جمعیت شهر ۱۳۹۵                              |
| ------ | ----------------- | -------------- | ---------- | ----------- | ----------------- | ----------------------------- | ------------------------------------------- |
| مرکزی  | نجف‌آباد           | ۲۹۳٬۲۷۵ نفر    | جوزدان     | جوزدان      | ۹٬۰۹۸ نفر         | نجف‌آباد گلدشت کهریزسنگ جوزدان | ۲۳۵٬۲۸۱ نفر ۲۳٬۱۹۲ نفر ۱۰٬۴۴۲ نفر ۷٬۵۰۰ نفر |
| مرکزی  | نجف‌آباد           | ۲۹۳٬۲۷۵ نفر    | صادقیه     | حاجی‌آباد    | ۷٬۵۷۹ نفر         | نجف‌آباد گلدشت کهریزسنگ جوزدان | ۲۳۵٬۲۸۱ نفر ۲۳٬۱۹۲ نفر ۱۰٬۴۴۲ نفر ۷٬۵۰۰ نفر |
| مرکزی  | نجف‌آباد           | ۲۹۳٬۲۷۵ نفر    | صفائیه     | کهریزسنگ    | ۹۲۱ نفر           | نجف‌آباد گلدشت کهریزسنگ جوزدان | ۲۳۵٬۲۸۱ نفر ۲۳٬۱۹۲ نفر ۱۰٬۴۴۲ نفر ۷٬۵۰۰ نفر |
| مهردشت | سایت اداری مهردشت | ۲۵٬۹۲۸ نفر     | اشن        | اشن         | ۵٬۳۸۲ نفر         | دهق علویجه                    | ۸٬۲۷۲ نفر ۸٬۰۶۷ نفر                         |
| مهردشت | سایت اداری مهردشت | ۲۵٬۹۲۸ نفر     | حسین‌آباد   | حسین‌آباد    | ۵٬۴۴۰ نفر         | دهق علویجه                    | ۸٬۲۷۲ نفر ۸٬۰۶۷ نفر                         |

## جدایی بخش مهردشت
در سال های اخیر موضوع جدایی مهردشت از نجف آباد مطرح شده که برخی از دلایل آن عبارت است از:
۱.فاصله زیاد شهر و روستا های این بخش از مرکز شهرستان (میانگین ۹۰ کیلومتر)
۲.کم توجهی مسئولان شهرستان

## آب و هوا
نجف آباد در دشتی با آب و هوای معتدل و نسبتاً خشک قرار گرفته‌است. میانگین بارش سالیانه در آن ۱۵۰ میلی‌متر بوده که بیشتر در فصل‌های سرد انجام می‌گیرد. از جوی دارای حداکثر مطلق درجه حرارت ۳۸ درجه و حداقل مطلق ۵/۹ درجه و متوسط درجه حرارت در سال برابر ۸/۱۵ درجه می‌باشد. ارتفاع این شهر از سطح دریا ۱۶۰۰ متر است.